# 吴山 (杭州市)

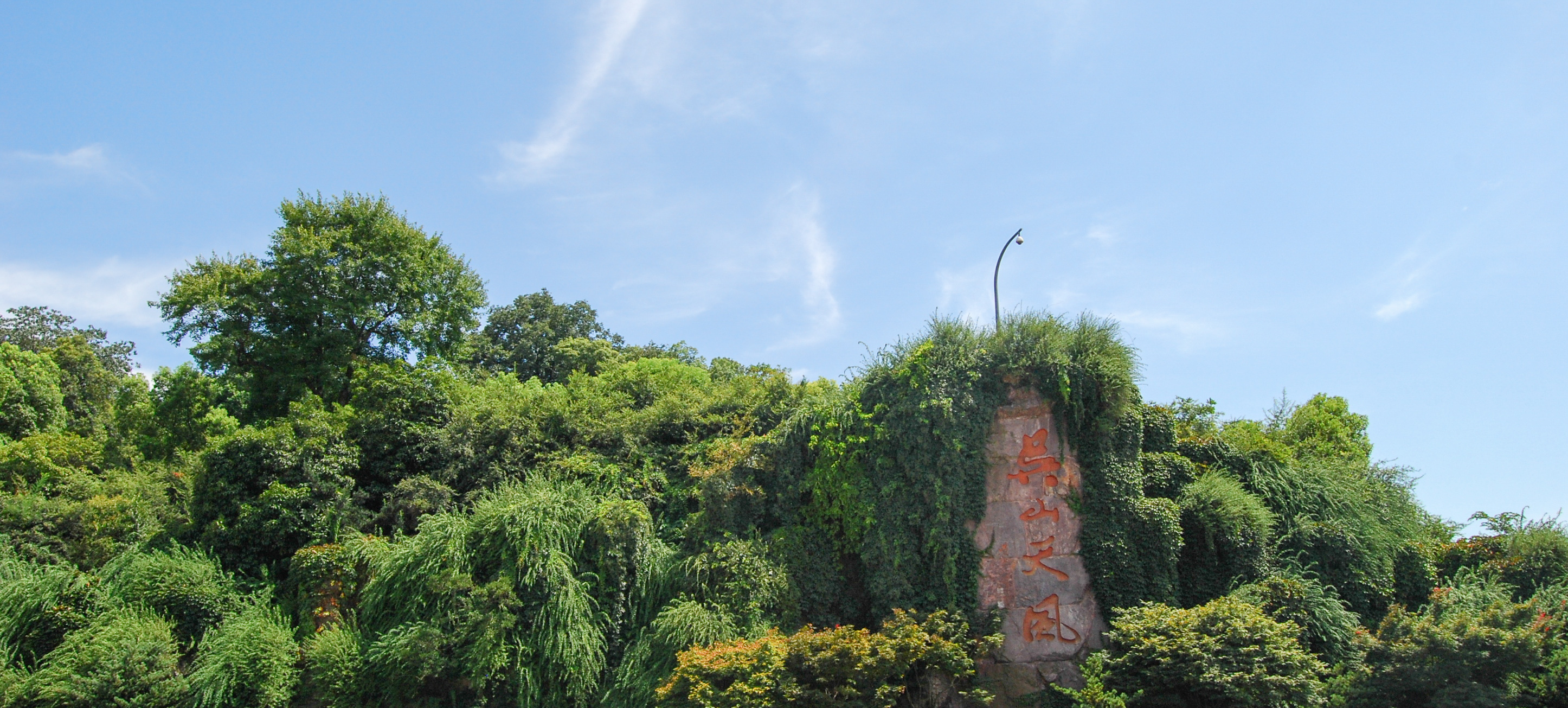
吴山天风

吴山，又名晾网山、城隍山、胥山、胥母山，是西湖南山延伸进入杭州城区的尾部，山高约百米，地势较为平缓，由西南向东北绵延分布有紫阳山、城隍山、伍公山、云居山、粮道山、瑞石山等10多座山头。史前时期，吴山曾是海湾中的岬角，随着陆地抬升、居民迁入，吴山脚下最终形成城市，这也造成了吴山三面临城的特点。吴山广场、河坊街和杭州博物馆即坐落于吴山北麓，吴山最高峰为海拔98米的紫阳山，其山脊线由东北向西南分别建有伍公庙、东岳庙、药王庙、三官庙、城隍庙、大观台、江湖汇观亭等一系列建筑。:1-2

## 名称
吴山因其在春秋时期为吴国南界而得名。在历史上，吴山曾为钱塘江江口岬角，渔民经常在此打渔晒网，因此又名晾网山。为了纪念春秋时期吴国大夫伍子胥，山上建有伍公庙，因此山又被称胥山或胥母山。五代吴越国时期，山上开始建有镇东军城隍庙，因此百姓俗称为城隍山。宋代以后开始通称吴山。吴山因其位于杭州城中、西湖与钱塘江之间的地理优势，统揽江、湖、山、城之胜景，在清代以吴山大观位列钱塘十八景之一。近代秋瑾在此地留下《登吴山》一诗，诗中有“石台高耸近天风”，因此在1980年代以吴山天风之名位列西湖新十景。:1-3

## 传说
传闻伍子胥亡故后漂流江上敛尸于此，其心魂心有不甘化为钱塘潮水冲击江岸，杭州人以为潮神，因而吴山上有子胥祠，称胥山，后讹为吴山。同时山上又有杭州城隍庙故名城隍山，由紫阳、云居、金地、清平、宝莲、七宝、石佛、宝月、骆驼、峨眉等十几个山头形成西南—东北走向的弧形丘冈，总称吴山。附近有吴山广场。

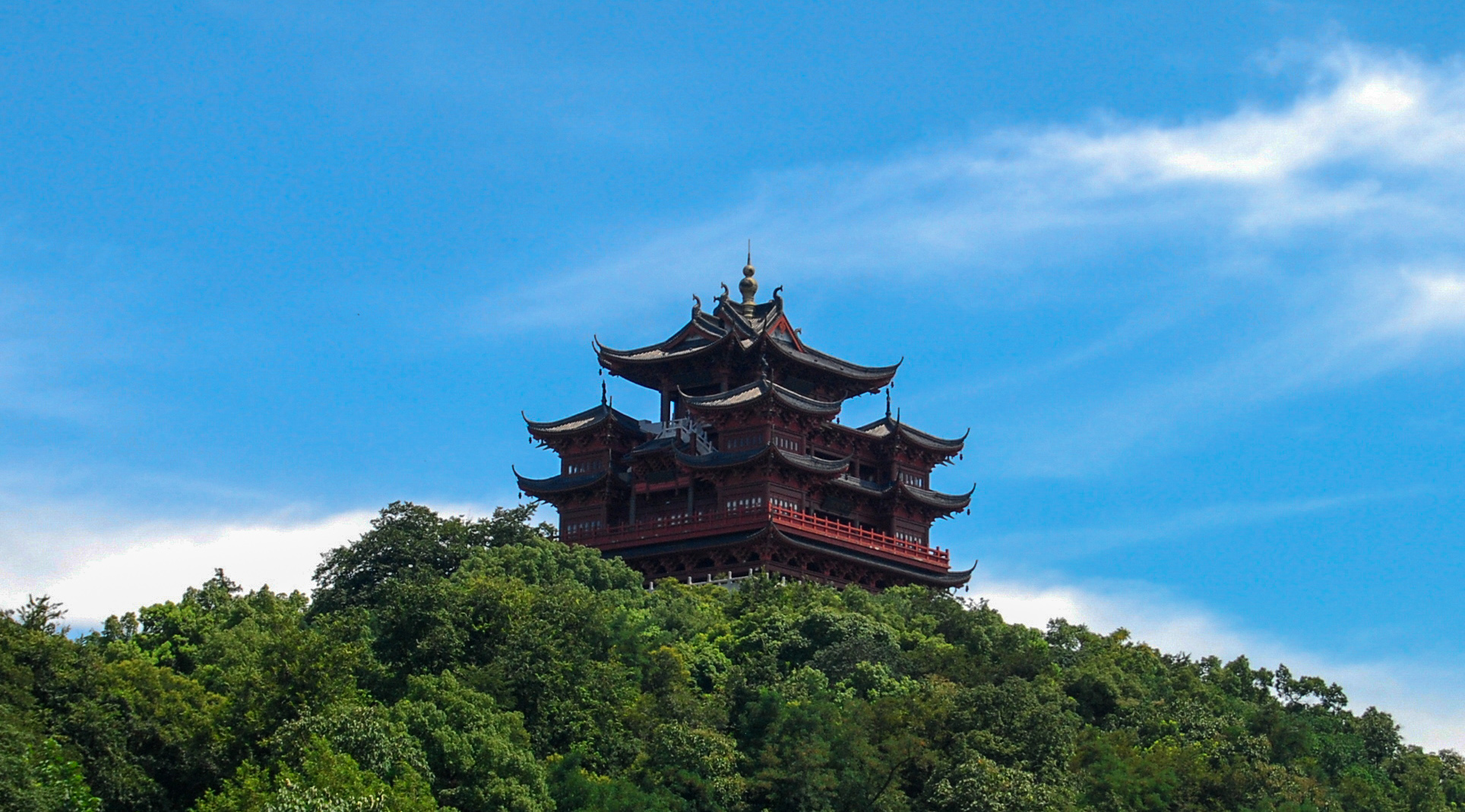
吴山顶的城隍阁

吴山天风是西湖新十景之一，吴山高100米，是市区之内游人最便捷的登山游乐之地。

## 吴山第一峰
紫阳山西麓三茅观前摩崖石刻有吴山第一峰，年代及作者难考。据清代叶申芗《本事录》记载，金主完颜亮有灭宋之心，密遣画工施宜生之临安描画西湖山水。完颜亮览图后，更起雄心，乃题诗：“万里书车盍会同，江南岂有别疆封？提兵百万西湖上，立马吴山第一峰。”后人遂在吴山上雕刻“吴山第一峰”以示鉴戒。:200-201

## 延伸阅读
[在维基数据编辑]
 《欽定古今圖書集成·方輿彙編·山川典·吳山部》，出自陈梦雷《古今圖書集成》